# Roland von Chézery
Roland von Chézery (* um 1150 in England oder Irland; † um 1200 in Chézery bei Annecy in Frankreich) ist ein römisch-katholischer Heiliger. Seit 1186 war er der dritte Abt des 1140 gegründeten Zisterzienserklosters in Chézery bei Annecy im Bistum Genf. Seine Reliquien kamen 1793 in die Pfarrkirche von Chézery und befinden sich seit 1835 dort auf dem Hochaltar. In der Tradition gilt er als Helfer gegen Augen-, Kopf- und Magenleiden. Sein Gedenktag ist der 14. Juli.
Einer Legende zufolge bot er einem durstigen Feldarbeiter zu trinken an und fragte ihn, ob es Wasser oder Wein sein solle. Der Feldarbeiter bat um Wasser, da Wein nicht für die Armen gemacht sei. Daraufhin schlug Roland mit seinem Stock auf dem Boden, bis dort eine Quelle entsprang.